# 解策励
解策励（1932年—），女，湖南长沙人，中国作曲家，曾任中国音乐家协会理事，中国音乐家协会江西分会副主席。